# Louis Delaunoij
Louis Albert Armand Etienne Delaunoij (født 3. marts 1879 i Amsterdam, død 29. oktober 1947) var en nederlandsk fægter, som deltog i de olympiske lege 1920 i Antwerpen.
Delaunoij deltog ved OL 1920 i to konkurrencer. I kårde stillede han op individuelt og blev med tre sejre en delt nummer syv i indledende runde, hvilket ikke var nok til at gå videre i konkurrencen. Derudover stillede han op i holdkonkurrrencen i sabel, hvor alle mødte alle, og hollænderne vandt fem af deres syv kampe, hvilket var nok til en tredjeplads og bronzemedaljer.